# Hedina Sijerčić
Hedina Sijerčić (Sarajevo, Bòsnia i Hercegovina, 11 de novembre de 1960) és una periodista i poetessa romaní. Fa servir el dialecte gurbeti del romaní.
A partir dels anys vuitanta va ser pionera en la difusió de romaní a l'antiga República Iugoslava de Bòsnia i Hercegovina com a redactora en cap dels programes de ràdio i televisió de Sarajevo. Després es va mudar a Toronto, on va ser l'editora en cap del primer butlletí canadenc-romaní, Romano Lil, de 1998 a 2001.
El 1989 va escriure dues pel·lícules documentals: Adjive Romen i Karankoci-Koci. El 1991 va traduir la pel·lícula Ratvali bijav ("Noces de Sang"), de García Lorca, del romaní al serbi. El 1999 va ser editora en cap del fullet Kanadake Romane Mirikle ("Perles romaní de Canadà").
És autora del llibre Romany Lagends ("Llegendes romaní") amb textos en anglès i alemany (2004). El 2007 va publicar la col·lecció de poemes Dukh ("Dolor").